# 斯科特·阿兰
斯科特·阿兰（英語：Scott Allan，1991年11月28日—）是一名苏格兰足球运动员，司職中场，現效力於蘇超球队喜百年。

## 俱乐部生涯
阿兰在10岁时进入邓迪联的青训体系，并在2008年1月和球队签订全职合同。2008年9月，他曾在弗尔法杯邓迪联战平蒙特罗斯的比赛中出场。
2010年9月，蘇格蘭足球乙級聯賽球队弗尔法竞技宣布紧急租借阿兰至2010年10月31日。9月2日，他在弗尔法竞技和艾洛亚竞技的苏乙联赛中首次代表球队出场。在这两个月里，他总共为弗尔法竞技在联赛中出场4次，并在10月30日，即他在弗尔法竞技的最后一场比赛中打进一球，帮助球队1比0击败利文斯顿。回到邓迪联后，阿兰在2010/11赛季总共有四次被列入球队参加苏超联赛的替补名单，但都没有得到出场机会。
2011年7月14日，阿兰在欧足联欧洲联赛外围赛邓迪联客场0比1不敌波兰球队弗罗茨瓦夫斯拉斯克的比赛中替补出场，第一次代表邓迪联在正式比赛中出场。7月31日，阿兰在泰因河城堡球场邓迪联客场1比0击败哈茨的比赛中获得首发机会，第一次在苏超联赛亮相。9月22日，合同即将在赛季结束后到期的阿兰和邓迪联的续约谈判破裂。据报导阿兰提出1600英镑周薪的条件，这将使他成为球队工资第三高的球员。一些俱乐部如凯尔特人、流浪者和纽卡斯尔联都对这位未来之星表示浓厚的兴趣，估计他们可以用大约45万英镑的低价签入阿兰。2011年12月，邓迪联答应了英格兰足球超级联赛球队西布罗姆维奇对阿兰的报价。2012年1月9日，阿兰正式转会加盟西布罗姆维奇。仍未為西布朗上陣，阿倫於2月23日被借用到由前西布朗教練迈克尔·阿尔普顿帶領遭財務監管的英冠球會樸茨茅夫，為期1個月，樸茨茅夫雖然被禁止球員交易，但由於整隊不足14名可用球員，才獲通融借用阿倫，其後更獲延長借用28日。
2012年9月29日，西布朗將阿倫借給英甲球隊米爾頓凱恩斯為期一個月。
2012年10月29日，西布朗將阿倫再一次借給英甲樸茨茅夫為期一個月。
2012年11月29日，阿倫再獲延長借給樸茨茅夫多一個月。
2012年12月22日，樸茨茅夫継續借用阿倫至2013年1月4日。
2013年7月19日，英冠伯明翰向英超西布朗借用阿倫一個球季。

## 国际比赛生涯
阿兰曾经代表苏格兰U17出场。2011年8月11日，他首次为苏格兰U21国家队出场，对手是挪威U21。

## 外部連結
- Official Dundee United website profile
- Official Forfar Athletic website profile （页面存档备份，存于）
- Official West Bromwich Albion website profile